# Six-Guns (jeu vidéo)
Pour les articles homonymes, voir Six Guns.
Six-Guns est un jeu vidéo d'action-aventure en monde ouvert développé par Gameloft. Il est sorti en 2011 pour les appareils iOS, le 17 mars 2012 pour les appareils Android et le 4 septembre 2013 pour Microsoft Windows et Windows Phone. 
Le jeu a récemment fermé ses serveurs, donc plus de Multi-joueurs. 

## Gameplay
Six-Guns est un jeu mobile d'aventure et d'action à monde ouvert de style far west. Le joueur peut se promener à pied ou à cheval et accomplir des missions en tant qu'homme nommé Buck Crosshaw sur deux cartes de jeu, Arizona (avec déserts et mesas) et Oregon (contenant des forêts et des montagnes). Un magasin en jeu et un système de devises permettent des vêtements, des armes et des chevaux pouvant être mis à niveau, avec des microtransactions en option disponibles pour des crédits supplémentaires ou premium. Au fur et à mesure que les missions sont terminées, le joueur est récompensé par des pièces et des points d'expérience, ce qui lui permet d'accéder aux objets de niveau supérieur du magasin. Le scénario principal et la campagne suivent les découvertes de Crosshaw sur les événements et le destin de sa femme perdue, tandis qu'un mode multijoueur permet des matchs à mort en ligne en équipe et la capture du drapeau.
La version Windows 8 prenait en charge les commandes tactiles, le clavier et la souris et un contrôleur de jeu. Le jeu peut également enregistrer dans le cloud sur un compte lié, tel que Game Center sur iOS ou Xbox Live sur Windows 8.

## Terrain
Vous incarnez Buck Crosshaw, un cow-boy qui a été considéré comme un hors-la-loi et qui a donc simulé sa propre mort. Il avait apparemment tué sa propre femme parce qu'il la soupçonnait d'être une sorcière (il a été prouvé juste plus tard dans le scénario). En tant que Buck, vous devez combattre les hors-la-loi, les sorcières, les vampires, les zombies et participer à des courses de chevaux et à tirer sur les jama-jamas. Il existe également un scénario de quête parallèle et des quêtes particulières dans un seul état ou dans les deux: les quêtes se déroulent en Arizona et en Oregon ainsi que dans des lieux multijoueurs.
Buck Crosshaw, un cow-boy solitaire et amnésique errant dans les terres désertiques d'Amérique se retrouve à sauver la fille d'un fermier des bandits, se souvenant d'une image vivante de lui-même en train de tuer une femme qu'il supposait être sa femme. Quelque temps après avoir atteint une ville, il est obligé de combattre un grand groupe de pillards, sauvant la ville et échappant à la loi après avoir lentement retrouvé sa mémoire. Cela l'amène à découvrir un réseau de crime secret qui gagne le soutien d'entités démoniaques pour la richesse et le pouvoir, obtenant l'aide d'un propriétaire de taverne locale qui a perdu son fils aux mains des bandits et d'un mystérieux chasseur de monstres après la véritable cause des incidents.
Après avoir vaincu les chefs de file du culte du crime, le chasseur, connu sous le nom d'exorciste, révèle que le propriétaire de la taverne était le véritable cerveau du culte et que sa femme était en effet une sorcière. Elle a tenté d'utiliser un rituel d'une immense puissance pour invoquer qui, selon elle, était le diable, mais a apparemment échoué car Buck n'a pas été affecté et a ensuite abattu sa femme. L'Exorciste révèle que la sorcière a survécu et avait l'intention de terminer ce qu'elle avait commencé, cette fois dans un temple caché quelque part dans le désert. Buck décide de se faire arrêter pour forcer le culte à sortir des boiseries, réussissant à s'échapper et à poursuivre sa cible dans un train abandonné où il combat plus de bandits et est forcé de s'échapper, mais trouve le temple dans le processus.
Ici, le barman révèle qu'il est épris de la femme de Buck, destiné à compléter le rituel lui-même afin que le "Diable" puisse le posséder et qu'il devienne le nouvel aimé de la sorcière. Malheureusement, la sorcière n'en a aucune intention et s'assure que le barman meurt en s'empoisonnant. La sorcière révèle que Buck ne l'a jamais vraiment aimée, qu'elle a dû utiliser des potions d'amour et d'autres moyens pour l'amener à l'aimer, mais même dans ce cas, cela n'a pas fonctionné. Irrité par cette réévaluation, Buck attaque la sorcière, assistée de l'exorciste, mais celle-ci meurt en l'informant qu'elle doit mourir pour arrêter le rituel.
Après cela, Buck est apparemment repris par le "Diable", qui a été convoqué avec succès par le rituel, mais n'était pas disposé à rendre les faveurs de la sorcière, tout comme Buck. Le "Diable" prit temporairement le contrôle du corps de Buck pour qu'il puisse tuer la sorcière et se libérer de son influence, mais cela lui coûta ses souvenirs. Après une bataille féroce, Buck se débarrasse enfin du "Diable" et retourne à l'errance, pas après avoir enterré l'Exorciste pour son sacrifice en aidant Buck à être libre.

## Accueil
Six-Guns a reçu des critiques mitigées. De nombreux critiques ont fait l'éloge des graphismes et de l'audio du jeu, mais ont estimé que les commandes étaient médiocres sur les appareils à écran tactile,.  